# Breda Energia
Breda Energia S.p.A. è un'azienda italiana che opera nel settore della produzione di valvole, macchinari e attrezzature per l'uso nei settori petrolifero e del gas.

## Storia
L'azienda nacque nel 1982, a seguito del processo di privatizzazione da parte dell'EFIM del ramo d'azienda della Società Italiana Ernesto Breda per Costruzioni Meccaniche destinato alla produzione di valvole e raccordi petroliferi, all'epoca controllato dalla Breda Fucine (ex Sezione III della Società Italiana Ernesto Breda), che aveva stabilimenti nel comune di Sesto San Giovanni.
Con la costituzione della nuova società, Breda Energia S.p.A. divenne immediatamente uno dei più importanti soggetti a capitale privato a proporre soluzioni innovative nel campo dell'energia, esportando i suoi prodotti in tutto il mondo.
Attualmente l'azienda è una società multi-prodotto internazionale, fornendo sistemi, impianti, componenti e servizi integrati ad alta tecnologia per le grandi compagnie del mercato dell'energia, investendo notevoli risorse per migliorare significativamente qualità, sicurezza, ingegneria, produzione, marketing e servizio dei suoi prodotti. La presenza internazionale è strutturata attraverso filiali locali e joint-venture in paesi strategici.